# Pionnot
Pionnot – występująca u niektórych gatunków grzybów struktura służąca do wytwarzania bezpłciowych zarodników konidialnych. Jest odmianą sporodochium. Odróżnia się od niego tym, że w środku wypełniony jest śluzowatą substancją. Pionnoty występują zazwyczaj u grzybów pasożytniczych, np. u Fusarium.
Pionnot to jeden z rodzajów konidiomów. Pozostałe to: koremium, acerwulus, sporodochium, kupula, pyknotyrium, pyknidium, konidioma stromatyczna, sklerocjum.